# Johannes von Müller
Johannes von Müller (Sciaffusa, 3 gennaio 1752 – Kassel, 29 maggio 1809) è stato uno storico e politico svizzero naturalizzato tedesco.
Nato come Johannes Müller, il 6 febbraio 1791 fu nominato barone da Leopoldo II e assunse il nome di Johannes von Müller zu Sylvelden.

## Biografia
Johannes Müller era figlio di Johann Georg Müller (1722-1779), parroco e insegnante, e di Anna Maria Schoop (1724-1790); suo fratello Johann Georg Müller (1759-1819) fu teologo, pedagogista, governante di Sciaffusa e curatore delle opere di Johannes von Müller.
Cominciò a interessarsi di storia già in età infantile, spinto dal nonno materno Johannes Schoop (1696-1757). Si dice che all'età di otto anni iniziasse a scrivere una storia di Sciaffusa e che a undici anni conoscesse i nomi e date dei re delle quattro grandi monarchie europee. Il suo amore per gli studi storici fu alimentato ulteriormente da Schlözer, che Müller incontrò all'Università di Gottinga dove frequentò i corsi di teologia dal 1769 al 1771. Nel luglio del 1771 abbozzò una storia della Svizzera per un editore di Halle a cui tuttavia dedicò poco tempo per gli impegni universitari e per essersi dedicato a una tesi in latino sul Bellum cimbricum, sotto la guida di August Ludwig von Schlözer, pubblicata poi a Zurigo nell'agosto del 1772. A Gottinga strinse amicizia con Johann Wilhelm Ludwig Gleim e Johann Georg Jacobi, iniziò una corrispondenza con Friedrich Nicolai collaborando alla Allgemeiner Deutscher Bibliothek.
Nell'aprile del 1772 superò l'esame teologico a Sciaffusa, e subito dopo ottenne l'incarico di professore di greco al Collegium Humanitatis di Sciaffusa. Nel 1773 fu accolto nell'Helvetische Gesellschaft un circolo illuministico e strinse amicizia con Karl Viktor von Bonstetten. Agli inizi del 1774, su consiglio di Bonstetten, rinunciò all'insegnamento e divenne istitutore nella famiglia di Jacob Tronchin (1717-1801), un ricco e colto magistrato di Ginevra che era fra l'altro in corrispondenza con Voltaire, ma nel 1775 si dimise anche da quest'ultimo impiego. Rimase a Ginevra ed entrò in contatto con numerosi intellettuali e uomini politici, come lo statunitense Francis Kinloch (1755-1826) della Carolina del Sud, il filosofo Charles Bonnet, lo storico Gottlieb Emanuel von Haller. A Ginevra si volse con particolare predilezione agli studi storici e ricevette incoraggiamenti a scrivere una storia della Svizzera. Avendo accumulato molto materiale, nella primavera del 1776 cominciò a scrivere la Die Geschichten der Schweizer, e nell'estate del 1777 cercò di stampare il primo volume, ma interruppe nuovamente il lavoro per difficoltà con la censura.
Finalmente, il primo volume della Storia della Svizzera fu stampato nel 1780 a Berna, ma con falsa indicazione di Boston. Nel 1781 pubblicò a Berlino il suo Essais historiques, in lingua francese. Nell'inverno 1780-1781, dopo un breve soggiorno a Berlino, durante il quale fu ricevuto da Federico il Grande senza però riuscire a ottenere proposte di lavoro, nel novembre 1782 fu nominato professore di storia e di statistica e vicedirettore della Biblioteca nel Collegium Carolinum di Kassel. A Kassel, Johannes Müller divenne membro degli Illuminatenorden, una associazione simile alla massoneria. Rimase a Kassel fino al 1783. Nel 1782 pubblicò il suo Reisen der Päpste, un libro in cui è evidente un'inclinazione verso il cattolicesimo e una certa diffidenza verso la politica egemonica dell'imperatore Giuseppe II: abbandonando la visione illuministica della storia, rivalutava infatti le suggestioni del Medioevo e rivalutava, lui protestante, i papi del medievale additandone alcuni, ad es. Gregorio VII o Innocenzo IV, come campioni delle libertà dei popoli contro il dispotismo dell'imperatore. Le sue ricostruzioni della civiltà e della società medievale, riportando alla luce un mondo sepolto, furono alla base del sentimento romantico nei confronti del Medioevo. Nel 1786 uscì la seconda edizione del primo volume della sua storia della Svizzera, col titolo Geschichte der Schweizerischen Eidgenossenschaft. Nell'opera, riscritta completamente, il Medioevo viene indicato come l'epoca della civiltà cristiana. Il successo della storia fu immediato e Müller fu nominato da Friedrich Karl Joseph von Erthal, principe di Magonza, bibliotecario e consigliere di corte (Biblioteca Comunale di Magonza).
Durante il soggiorno di Müller a Magonza, scoppiava la Rivoluzione francese alla quale Müller, nonostante un breve iniziale simpatia, si oppose in sintonia con i governanti della città renana. Nell'ottobre 1792 Magonza venne occupata dai francesi, e Müller perse perciò il lavoro. Si trasferì dapprima a Vienna, e poi a Berlino dove divenne storico degli Hohenzollern. Nel frattempo continuava a curare la Storia della Svizzera: dopo la ristampa del primo volume (1786), nel 1788 venne pubblicato il secondo, nel 1795 il terzo e nel 1805 il quarto. Venne nominato ministro del regno napoleonico di Vestfalia, ma, si dimise dopo poche settimane; l'amarezza per la prepotenza francese lo accompagnò negli ultimi anni e morì lasciando incompiuta la sua opera (il quinto volume, incompiuto, fu pubblicato postumo nel 1808). Postumi furono pubblicati inoltre i suoi ventiquattro Bücher allgemeiner Geschichten.

## Opere
Le opere di Johannes von Müller furono pubblicate, a cura del fratello Johann Georg Müller, a Tübinga, in 27 vols. (1810-1819). Furono poi edite una seconda volta, in 40 volumi, a Stoccarda (1831-1835).
La Storia della Svizzera (Geschichte der Schneizerischen Eidgenossenschaft) fu pubblicata a Lipsia e Zurigo, in 15 volumi nel periodo 1824-1853. Venne inoltre continuata da Robert Glutz-Blozheim (fino al 1517), J. J. Hottinger (fino al 1531), Luigi Vulliemin (fino al 1712), e Charles Monnard (fino al 1815).
Una traduzione francese dell'edizione tedesca apparve, in 18 volumi, a Parigi e a Ginevra negli anni 1837-1851.
Una traduzione italiana dei 24 volumi della Bücher allgemeiner Geschichten, col titolo Storia universale, fatta da Gaetano Barbieri, apparve a Milano per Nicolò Bettoni, negli anni 1819-1820 e a Napoli, presso gli editori R. Marotta e Vanspandoch, negli anni 1827-1830.